# ديفيد هدسون
ديفيد هدسون (بالإنجليزية: David Hudson)‏ هو سياسي أمريكي، ولد في 23 أغسطس 1782م، وتوفي في 12 يناير 1860م. انتخب عضو جمعية ولاية نيويورك.